# 里卡多·桑切斯
里卡多·桑切斯（西班牙語：Ricardo Sánchez，1971年2月24日—），生于马德里，西班牙男子水球运动员。他曾代表西班牙国家队参加1992年夏季奥林匹克运动会水球比赛，获得一枚银牌。